# Ливонија
Ливонија је историјска област дуж источних обала Балтичког мора, у данашњој северној Летонији и јужној Естонији. То је некада била земља Ливонаца, балто-финског народа, који у 21. веку броји свега неколико стотина људи.
Током Ливонског крсташког рата, стару Ливонију је колонизовало Ливонско братство мача, касније названо Ливонски ред а и име Ливонија је почело да означава много шире подручје, Теру Маријану на источним обалама Балтичког мора, у данашњој Летонији и Естонији. Његове границе су били Ришки залив и Фински залив на северозападу, језеро Пеипус и Русија на истоку, и Литванија на југу.
Руска најезда покренула је Ливонијски рат (1558-82) у коме су Русија, Пољска и Шведска освојиле делове ове области. Шведска је напослетку овладала највећим делом Ливоније, али ју је уступила Русији 1721. године.
Ливонију су насељавали разни балтички и фински народи, којима су владали виши сталежи Балтичких Немаца. Током времена, неки племићи су попољачени у пољско-литванско племство (шјахта) или порусени у руско племство (дворјанство).

Године 1918. по осамостаљењу прибалтичких земаља, северни део је постао део Естоније, а јужни део је био припојен Летонији.